# Alojz Forjan
Alojz Forjan, slovenski hokejist na travi, trener in funkcionar, * 3. april 1951, Murska Sobota. 
Verjetno najprepoznavnejši obraz HK Lipovci, saj je aktiven vsa leta njegovega delovanja, od ustanovitve leta 1965 pa vse do danes. Bil je igralec, trener, dolgoletni predsednik, član upravnega odbora in nazadnje koordinator dela z mlajšimi selekcijami.

## Igralska kariera
S hokejem na travi se je začel ukvarjati leta 1965, ko so v Lipovcih ustanovili hokejski klub. Začel je v pionirski ekipi, se kmalu prebil najprej v mladinsko in nato še v člansko ekipo. Kot član mladinske ekipe se je dvakrat veselil naslova mladinskih prvakov Jugoslavije. Leta 1972 je tako, kot večina najboljših lipovskih hokejistov, v prvi zvezni ligi Jugoslavije, zaigral za HK Pomurje. Za HK Pomurje je nato na dvojno licenco igral do leta 1991 in bil v sedemdesetih in osemdesetih letih dvajsetega stoletja, prisoten pri večini uspehov tega kluba.
Prva ljubezen je vedno bil in ostal matični klub HK Lipovci, katerega je vedno postavljal na prvo mesto in uspehi z njim so zanj šteli še nekoliko več. V osemdesetih letih dvajsetega stoletja ima prav on največ zaslug, da je klub uspešno preživel krizno obdobje. Po osamosvojitvi Slovenije je za klub odigral prvi dve sezoni in kariero v prvi članski ekipi kronal z osvojitvijo naslova državnih prvakov leta 1993.
Naslednja leta je občasno igral za drugo ekipo HK Lipovci in igralsko kariero dokončno zaključil leta 1997. Za državno reprezentanco Slovenije je leta 1992 v Zagrebu in  Bratoncih proti Hrvaški odigral dve tekmi. Pred tem je bil dolgoletni član republiške reprezentance Slovenije, ki je nastopala v okviru nekdanje države Jugoslavije. 

## Trenerska kariera
Po tem, ko je v sezoni 1992/1993 prenehal z igranjem za prvo ekipo, je takoj naslednjo sezono prevzel mesto glavnega trenerja in na tej poziciji ostal do konca sezone 1997/1998. V tem obdobju je ekipo prav vsako leto, oziroma petkrat zapored, popeljal do naslova državnega prvaka. Dvakrat je bil, v sezonah 1993/1994 in 1996/1997, tudi pokalni zmagovalec Slovenije. Ekipo je vodil tudi na prvem evropskem klubskem prvenstvu skupine C leta 1997 v Stockholmu. In lahko bi se reklo, da je tam začel postavljati temelje za dobre mednarodne rezultate kluba, ki sledijo v naslednjih letih.     

## Ostalo
Že zelo kmalu je v klubu prevzemal različne funkcije in tudi na ta način ogromno pripomogel k razvoju kluba. Že leta 1974 je postal predsednik kluba, ki je takrat deloval v okviru mladinske organizacije in funkcijo opravljal dve leti. V osemdesetih letih dvajsetega stoletja, ko se je klub znašel na prelomnici, je od leta 1983 do leta 1992 ponovno opravljal predsedniško funkcijo. Najprej tri leta v okviru Športnega društva Lipovci in nato od 1986 naprej, kot predsednik samostojnega kluba. Vsa ta leta je bil tudi v funkciji trenerja in igralca. 
Zadnji predsedniški mandat v klubu je opravljal od leta 2000 do leta 2003. Tudi po tem je vseskozi aktiven, predvsem kot trener in koordinator dela z mlajšimi selekcijami. Je edini član, našega najuspešnejšega kluba hokeja na travi, ki je aktiven pravzaprav vsa leta klubskega delovanja. Njegovo ime bo v klubski zgodovini zapisano z zlatimi črkami in se bo vedno izgovarjalo z velikim spoštovanjem.